# ちびゴジラ
ちびゴジラは、東宝のキャラクター。2019年のゴジラシリーズ65周年に向けて2018年より展開している子供向けキャラクター。デザインは坂崎千春。

## キャラクター
声はWebアニメ / テレビアニメの声優。一人の場合は特記なき限りテレビアニメ版を示す。
ちびゴジラ
声 - 弘松芹香 / 福山潤
主人公。怪獣王を目指している。泣き虫で、泣くと火を吹く。テレビアニメではWeb版と打って変わって明るく元気な性格。鉄道模型などを見ると不意に破壊衝動が抑えられなくなり、放射熱線をカジュアルに吐く。放射熱線を推進力に飛行することも可能だが、その間は喋ることが不可能。最強の大怪獣にいつかなって、父親であるゴジラに抱きしめてほしいという夢がある。ちびギドラからは「ゴジやん」と呼ばれている。寝違えると第2形態となる。

ちびメカゴジラ
声 - 松岡禎丞
ちびゴジラの真似をしているロボット怪獣で赤、青、黄色の3兄弟。テレビアニメ版では怪獣島に漂着したロボット怪獣で、黄色の個体のみが登場。常識が多少あることからツッコミ役に回っていることが多い。ちびギドラからは「メゴやん」と呼ばれている。ちびガイガンによって怪獣島を征服するために送り込まれたことが明かされるが、本人はその記憶がない。

ちびギドラ
声 - 高宮彩織 / 江口拓也
黄金の体を持つ力持ち。3つの首はそれぞれ個性が異なる三重人格の怪獣。友情に厚い真ん中の首、怒りっぽい左の首、サイコパスな右の首で、首同士の意見の不一致からよくケンカをしている。テレビアニメ版では三つの首ともそれぞれ言葉を話せるが、基本的には真ん中の首だけが喋る。

ちびモスラ
声 - 立花日菜 / 高橋李依
美しい羽を持つ守護神。性別は♀。シャイではあるがたまにはっきり物に苦言を呈すことがある真面目な性格。オタク活動を隠れてしており、二次創作に勤しんでいる。ちびメカゴジラのことが最近気になっており、健気にアプローチしている。小美人姉妹とは仲が良いが、あまりのお節介ぶりに手を焼いているよう。

ちびラドン
声 - 松田颯水 / 下野紘
空の王者。ナルシストで、翼が自慢。大怪獣な態度をとるが、強そうな相手の前では子分となる。ダンゴムシのメンタルで、ショックを受けると落下するが、復活の早さには定評がある。

ちびアンギラス
声 - ?
トゲを持つ水色の怪獣。テレビアニメのちび怪獣の中ではいわゆる「声変わり」を唯一迎えたとされているが、鳴き声は実写のアンギラスそのものである。他の怪獣とそのせいでコミュニケーションが取れないが、SNSではその分雄弁かつ毒舌。

小美人
声 - 上田麗奈（姉）、鬼頭明里（妹）
ちびモスラの双子の親友。妖精感を喋りで出そうとするが、姉妹共に言動がギャル。ちびモスラとちびメカゴジラの関係に興味津々で、ちびモスラの気持ちの代弁者とはなっているが、小美人一個人の感想にしか聞こえず、大体間違っているため、度々ちびメカゴジラに指摘されている。ちびモスラのことをそれぞれ「モスちゃん」と呼んでいる。

ちびビオランテ
声 - 沢城みゆき
「スナックビオランテ」のママで、通称「ビオ姉さん」。独特の関西弁を話し、島の住民たちの悩み相談に乗り、人生の教訓になることも教えてくれる。「～やん」と語尾につけるのが特徴。スナックではおつまみのみ出されており、飲み物は売ってない。

ちびヘドラ
声 - 立木文彦
声 - 村瀬歩（きれいなちびヘドラ）
テレビアニメ版では怪獣島の長老のような存在をしていて、人間は愚かだと教えているが、実は本人は人間に会ったことがない。ヘドロで構成されているにもかかわらず綺麗好きで、よく海岸でゴミ拾いをしている。風呂やろ過機でヘドロを落とすとコンプライアンスに厳しい性格のきれいなちびヘドラになる。

ちびミニラ
声 - 内田真礼
テレビアニメ第2シーズンより登場。ちびゴジラの親戚の5歳児で、彼のことは「お兄ちゃん」と呼んで慕っている。子供ながらにちびメカゴジラに匹敵する常識人でちびメカゴジラが不在の際はツッコミ役になることも多い。体はピンク色だが、こう見えて男の子。

ちびガバラ
声 - 木村良平
テレビアニメ第2シーズンより登場。怪獣島のフリーターで週8でいろんなアルバイトを掛け持ちしているが、ファストラン（人間界で言うところのファミレス）でのバイトではフライパンを叩いて働いてる感を出したり、八百屋でのバイトでは「売れ残ってるから」という理由でバナナを無理やり売りつけるなどといった奇行に走っている。本業は「ミュージシャン」とのことだが、ライブは年に一回しかやっていない。

ちびチタノ
声 - 木村昴
テレビアニメ第2シーズンより登場。自称怪獣島唯一にして一番のヤンキーで乱暴な口調だが、実は見かけによらず優しい。バイクチームのリーダーを自称しているが、実は自転車でなおかつ乗れない。

ちびガイガン
声 - 宮野真守
テレビアニメ第2シーズンより登場。ちびメカゴジラの同胞で、怪獣島を機械が支配する島に作り替えるためにちびメカゴジラを取り戻そうと送り込まれたロボット怪獣だが、毎回すぐに論破されて言いくるめられてしまう。怪獣島の自然を気に入ってしまい、島に住み着いてアウトドア生活を送るようになる。手は栓抜きや鳥かごなどに換装可能。

ちびJJ
声 - 小西克幸
テレビアニメ第3シーズンより登場。怪獣島の平和を守る自称警察官だが、行き過ぎた正義感の持ち主で誤認逮捕が多い。常にカラフルな手錠を持ち歩いている。

さとみ
声 - 相沢舞（Webアニメ）
Webアニメのオリジナルキャラクター。ちびゴジラと一緒に暮らしている会社員。

## 絵本
- 『がんばれ ちびゴジラ』講談社、2018年10月25日発売[7]、ISBN 978-4-06-513066-7
- 『なかよし ちびゴジラ』講談社、2019年5月22日発売[8]、ISBN 978-4-06-515555-4
- 『シールえほん ちびゴジラとおともだち』講談社、2020年10月29日発売[9]、ISBN 978-4-06-520182-4

## 楽曲
金子麻友美の作詞・作曲・歌による「ゴジゴジちびゴジラ」が2019年11月3日より配信。MV出演は小島よしお。

## アニメ

### 絵本PV
絵本『がんばれ ちびゴジラ』のアニメーションPVが2018年10月23日に公開。アニメーション制作はライデンフィルム京都スタジオ。

### 幕間上映
2018年12月14日よりTOHOシネマズにて幕間に上映されている。

### Webアニメ
『ただいま！ちびゴジラ』のタイトルでYouTubeのゴジラ（東宝特撮）チャンネルにて期間限定配信。1話約30秒で、シーズン1は2020年7月15日から9月30日まで、シーズン2は2020年12月2日から2021年2月24日まで配信された。
ちびゴジラとさとみの共同生活をコミカルに描く作品。怪獣たちは3Dモデルが制作され、モーションキャプチャを用いてアニメ化されている。

#### スタッフ（Webアニメ）
- 監督 - 日野トミー
- 脚本 - 森もり子
- 編集 - 岡野大地
- 音楽 - シナリオアート
- 音響監督 - だいしょー
- アニメーション制作 - helo.inc

#### 各話リスト（Webアニメ）
| サブタイトル                 | 配信日         |
| ---------------------------- | -------------- |
| ただいま！ちびゴジラ         | 2020年 7月15日 |
| おいしくな〜れ               | 7月22日        |
| ちびゴジラのゆめ             | 7月29日        |
| がんばれ！さとみ             | 8月5日         |
| ぼくの出番？                 | 8月12日        |
| ちびゴジラクッキング         | 8月19日        |
| ぼくは最強！                 | 8月26日        |
| 空へのあこがれ               | 9月2日         |
| いいゆだな♪                  | 9月9日         |
| ギドラがくる！               | 9月16日        |
| さとみはぼくがまもる！       | 9月23日        |
| おかえり！ちびゴジラ         | 9月30日        |
| シーズン2                    |                |
| おでかけ！ちびゴジラ         | 12月2日        |
| 白い熱線                     | 12月9日        |
| ちびギドラのお悩み相談       | 12月16日       |
| ちびゴジラのメリークリスマス | 12月23日       |
| オンライン帰省               | 12月30日       |
| ダイエットはじめます！       | 2021年 1月6日  |
| 弊社でお願いします！         | 1月13日        |
| ぴえん・・・ちびモスラ       | 1月20日        |
| ちびゴジラストーブ           | 1月27日        |
| ちびラドンのおやつ           | 2月3日         |
| 恋するさとみさん             | 2月10日        |
| さよなら！ちびゴジラ①        | 2月17日        |
| さよなら！ちびゴジラ②        | 2月24日        |

### テレビアニメ
『ちびゴジラの逆襲』のタイトルでテレビ東京（テレ東）「イニミニマニモ」内にて2023年4月1日から6月24日まで土曜日朝7時より放送。1話あたり約3分弱のショート形式となる。ナレーションは本予告ではちびヘドラ役の立木文彦が担当していたが、本編では島本須美が担当している。
2024年4月3日から2期が翌2025年3月まで1年間、毎週水曜朝7時5分からテレ東系「おはスタ」内にて、引き続きショートアニメ形式で放送。ティザービジュアルでは1期終了後に公開された本家ゴジラ映画『ゴジラ-1.0』のポスタービジュアルを模す形でコラボが行われた。2024年9月27日には『あはれ!名作くん』とのコラボ動画が両公式チャンネルで配信。
2024年11月30日より都庁第一本庁舎で投影上映のプロジェクションマッピング『TOKYO GODZILLAs』にて、歴代ゴジラの1体としてちびゴジラが出演。

#### スタッフ（テレビアニメ）
※キャストは1期・続編でおおむね同一。
- 監督 - 新海岳人[3][17]
- 脚本 - 新海岳人、廣川祐樹[17]、金子学（第3期）
- キャラクターデザイン - 坂崎千春[3][17]
- 作画 - 角字、あり[17]
- 編集 - 大山真拡[17]（第1・2期）、あつみたつや、小見健太郎（共に第2期）、kawayuri（第2・3期）
- 音響制作 - 岡田拓郎（第2期まで）→dugout（第3期）
- 音楽 - 和田佳丈
- 音楽制作 - 小林建樹
- チーフプロデューサー - 高橋敦司、武井克弘（共に第1期）、吉川哲矢、山崎倫明→大森敬仁（共に第2期）
- プロデューサー - 斎藤雅哉（第1期）、宮崎豪
- アニメーションプロデューサー - 遠藤純一、二階堂勇次、佐々木彩
- アニメーション制作 - Pie in the sky[3][17]
- 製作 - 東宝[3][17]

#### 音楽（テレビアニメ）
オープニングテーマ「ゴジラのテーマ」(シーズン1、2)、水曜日のカンパネラ「怪獣島」(シーズン3)
エンディングテーマ「宇宙大戦争」(シーズン1、2)、「ゴジラのテーマ」(シーズン3)
（「ゴジラのテーマ」「怪獣大戦争」共に伊福部昭作曲による原曲を数秒ほど流す）
挿入歌「モスラの歌」（第11・35話）「大きな古時計」（第11話）

#### 各話リスト（テレビアニメ）
| 話数      | サブタイトル                   | 脚本                  | 放送日                                |
| --------- | ------------------------------ | --------------------- | ------------------------------------- |
| シーズン1 |                                |                       |                                       |
| 第1話     | 怪獣島のちびゴジラ             | 新海岳人              | 2023年 4月1日                         |
| 第2話     | 三ツ首の邪神 ちびギドラ        | 新海岳人              | 4月8日                                |
| 第3話     | 極彩色の乙女 ちびモスラ        | 新海岳人 廣川祐樹     | 4月15日                               |
| 第4話     | 空を統べる怪鳥 ちびラドン      | 新海岳人 廣川祐樹     | 4月22日                               |
| 第5話     | 怪獣大勉強                     | 新海岳人 廣川祐樹     | 4月29日                               |
| 第6話     | 轟音の暴竜 ちびアンギラス      | 新海岳人 廣川祐樹     | 5月3日                                |
| 第7話     | ちび怪獣大進撃                 | 新海岳人 廣川祐樹     | 5月13日                               |
| 第8話     | 怨念の賢者 ちびヘドラ          | 新海岳人 廣川祐樹     | 5月20日                               |
| 第9話     | 妖艶な薔薇 ちびビオランテ      | 新海岳人 廣川祐樹     | 5月27日                               |
| 第10話    | ちびゴジラ第2形態              | 新海岳人 廣川祐樹     | 6月3日                                |
| 第11話    | オールちび怪獣大合唱           | 新海岳人 廣川祐樹     | 6月10日                               |
| 第12話    | 干潮の大決闘                   | 新海岳人 廣川祐樹     | 6月17日                               |
| 第13話    | 大怪獣の本能                   | 新海岳人 廣川祐樹     | 6月24日                               |
| シーズン2 |                                |                       |                                       |
| 第14話    | シン・ちびゴジラ               | 新海岳人 廣川祐樹     | 2024年 4月3日                         |
| 第15話    | ちびミニラはしっかり者         | 新海岳人 廣川祐樹     | 4月10日                               |
| 第16話    | スマホはべんり                 | 新海岳人 廣川祐樹     | 4月17日                               |
| 第17話    | 怪獣島ゴジラーズ               | 新海岳人              | 4月24日                               |
| 第18話    | ちびギドラは仲が悪い           | 新海岳人 廣川祐樹     | 5月1日                                |
| 第19話    | ちびモスラの隠れた趣味         | 新海岳人 廣川祐樹     | 5月8日                                |
| 第20話    | 空のちび怪獣たち               | 新海岳人 廣川祐樹     | 5月15日                               |
| 第21話    | ちびゴジラは五月病？           | 新海岳人 廣川祐樹     | 5月22日                               |
| 第22話    | 店員はちびガバラ               | 新海岳人 廣川祐樹     | 5月29日                               |
| 第23話    | 小美人のスランプ               | 新海岳人 廣川祐樹     | 6月5日                                |
| 第24話    | 拝啓、お父さん                 | 新海岳人 廣川祐樹     | 6月12日                               |
| 第25話    | ちびミニラ、はじめてのおつかい | 新海岳人 廣川祐樹     | 6月19日                               |
| 第26話    | ヤンキー怪獣ナメんなよ         | 新海岳人 廣川祐樹     | 6月26日                               |
| 第27話    | 燃え上がれピーマン畑           | 新海岳人 廣川祐樹     | 7月3日                                |
| 第28話    | ちびメカゴジラの新機能         | 新海岳人 廣川祐樹     | 7月10日                               |
| 第29話    | ビオ姉さんの新メニュー         | 新海岳人 廣川祐樹     | 7月17日                               |
| 第30話    | ちびギドラバイトはじめました   | 新海岳人 廣川祐樹     | 7月24日                               |
| 第31話    | ヘドさんの長話                 | 新海岳人 廣川祐樹     | 7月31日                               |
| 第32話    | 天才？努力家？ちびラドン       | 新海岳人 廣川祐樹     | 8月7日                                |
| 第33話    | 怪獣島のこわい話               | 新海岳人 廣川祐樹     | 8月14日                               |
| 第34話    | メカゴジラシューティング       | 新海岳人 廣川祐樹     | 8月21日                               |
| 第35話    | アイドルになりたいの           | 新海岳人              | 8月28日                               |
| 第36話    | ゴジラが一匹                   | 新海岳人 廣川祐樹     | 9月4日                                |
| 第37話    | かんたん！ゴジレシピ           | 新海岳人 廣川祐樹     | 9月11日                               |
| 第38話    | バグったちびメカゴジラ         | 新海岳人 廣川祐樹     | 9月18日                               |
| 第39話    | 怪獣暴走族                     | 新海岳人 廣川祐樹     | 9月25日                               |
| コラボ    | ちびゴジラジオ                 |                       | 9月27日(Youtube配信)                  |
| 第40話    | 襲来!ロボット怪獣              | 新海岳人 廣川祐樹     | 10月2日                               |
| 第41話    | 自然を愛するちびガイガン       | 新海岳人 廣川祐樹     | 10月9日                               |
| 第42話    | 怪獣王ゲーム                   | 新海岳人 廣川祐樹     | 10月14日                              |
| 第43話    | あなたの運勢占うやん           | 新海岳人 廣川祐樹     | 10月23日                              |
| 第44話    | 俺がお前でお前が誰かで         | 新海岳人 廣川祐樹     | 10月30日                              |
| 第45話    | ゴジラ王決定戦                 | 新海岳人 廣川祐樹     | 11月6日                               |
| 第46話    | ちびガイガンの部屋探し         | 新海岳人 廣川祐樹     | 11月13日                              |
| 第47話    | きれいなちびヘドラ             | 新海岳人 廣川祐樹     | 11月20日                              |
| 第48話    | ちびミニラ誘拐事件             | 新海岳人 廣川祐樹     | 11月27日                              |
| 第49話    | ばえばえ♡スイーツ              | 新海岳人 廣川祐樹     | 12月4日                               |
| 第50話    | ネッシーをさがせ               | 新海岳人 廣川祐樹     | 12月11日                              |
| 第51話    | 理想の温泉                     | 新海岳人 廣川祐樹     | 12月18日                              |
| 第52話    | 怪獣島のサンタさん             | 新海岳人 廣川祐樹     | 12月25日                              |
| 第53話    | あけましてちびゴジラ           | 新海岳人 廣川祐樹     | 2025年 1月1日(Youtube配信) 1月8日(TV) |
| 第54話    | デートはドキドキ               | 新海岳人 廣川祐樹     | 1月8日                                |
| 第55話    | 成怪獣式                       | 新海岳人 廣川祐樹     | 1月15日                               |
| 第56話    | 金欠怪獣ちびギドラ             | 新海岳人 廣川祐樹     | 1月22日                               |
| 第57話    | ちびミニラの家出               | 新海岳人 廣川祐樹     | 1月29日                               |
| 第58話    | 怪獣島の大寒波                 | 新海岳人 廣川祐樹     | 2月5日                                |
| 第59話    | ちびモスラのバレンタイン       | 新海岳人 廣川祐樹     | 2月12日                               |
| 第60話    | デスゲームへようこそ           | 新海岳人 廣川祐樹     | 2月19日                               |
| 第61話    | ちびアンギラスの本音           | 新海岳人 廣川祐樹     | 2月26日                               |
| 第62話    | ちびラドンの超能力             | 新海岳人 廣川祐樹     | 3月5日                                |
| 第63話    | マブダチはヤンキー             | 新海岳人 廣川祐樹     | 3月12日                               |
| 第64話    | 真の姿                         | 新海岳人              | 3月19日                               |
| 第65話    | ちびゴジラの逆襲               | 新海岳人 廣川祐樹     | 3月26日                               |
| シーズン3 |                                |                       |                                       |
| 第66話    | 怪獣島ツアー                   | 新海岳人 廣川祐樹     | 2025年 7月2日                         |
| 第67話    | ちび怪獣探偵団                 | 新海岳人 金子学       | 7月9日                                |
| 第68話    | ちびメカゴジラバグ注意報       | 新海岳人 廣川祐樹     | 7月16日                               |
| 第69話    | 動画配信怪獣ギドラドン         | 新海岳人 廣川祐樹     | 7月23日                               |
| 第70話    | 正義の味方ちびJJ               | 新海岳人 廣川祐樹     | 7月30日                               |
| 第71話    | 怪獣島の夏祭り                 | 新海岳人 廣川祐樹     | 8月6日                                |
| 第72話    | 怪獣イーツを頼もう             | 新海岳人 小野島トオル | 8月13日                               |
| 第73話    | キャンプ大好きちびガイガン     | 新海岳人 廣川祐樹     | 8月20日                               |

## コラボレーション
- ビューカード - 2020年7月よりクレジットカードのイメージキャラクターとして起用[19]。